# 찰스 코빈

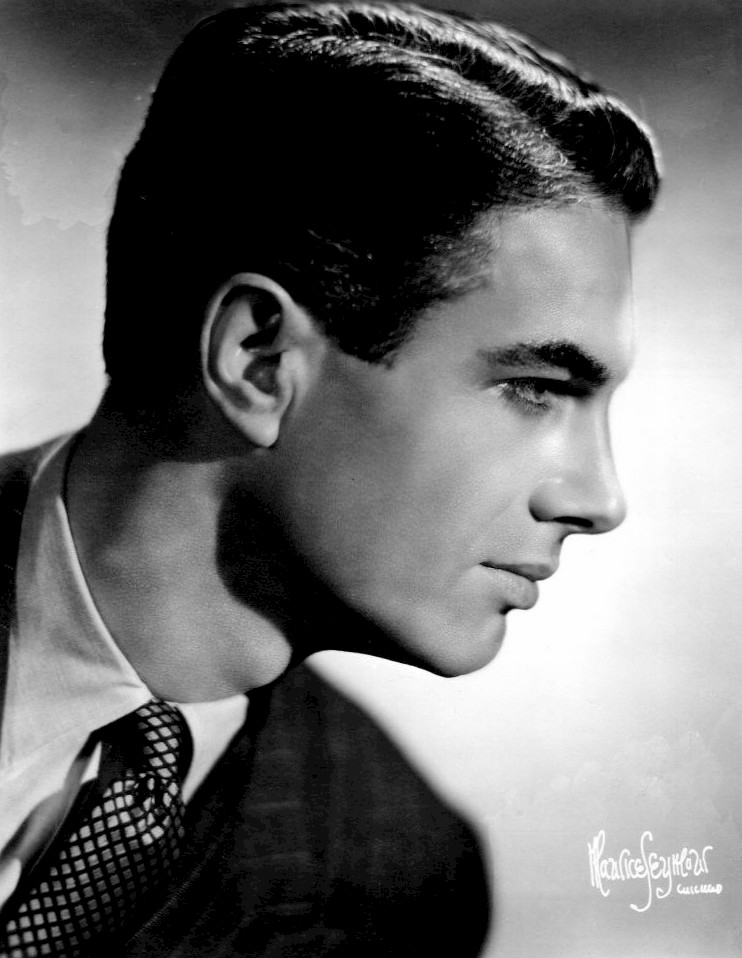

찰스 코빈(Charles Korvin, 1907년 11월 21일 ~ 1998년 6월 18일)은 헝가리의 연극 배우, 텔레비전 배우, 영화배우이다.
피에슈탸니에서 태어났으며 맨해튼에서 사망하였다.

## 영화
- 홀로코스트 (1978년)
- FBI (1965년)
- 바보들의 배 (1965년)
- 조로, 더 어벤저 (1959년)
- 조로 (1957년)
- 클라이막스! (1954년)
- 타잔 - 렉스 바커 편 4 (1952년)
- 베를린 익스프레스 (1948년)
- 스튜디오 원 (1948년)
- 아르센 뤼팽 등장 (1944년)